# Éric Srecki
Éric Srecki (Béthune, 2 de julho de 1964) é um esgrimista francês, campeão olímpico.
Éric Srecki representou seu país nos Jogos Olímpicos de Verão de 1988 a 2000. Conseguiu a medalha de ouro na espada por equipe em 1988, e na espada individual em 1992